# Hamburg-Amerika Linie
Hamburg-Amerika Linie (Hamburg Amerikanische Paketfahrt Aktien-Gesellschaft, ofte forkortet HAPAG) var en transatlantisk shippingvirksomhed, der blev grundlagt i Hamborg i 1847. Blandt grundlæggerne var flere prominente borgere, herunder Albert Ballin (generaldirektør), Adolph Godeffroy, Ferdinand Laeisz, Carl Woermann og August Bolten. Tysklands kansler Wilhelm Cuno var generaldirektør i Hapag inden han blev udpeget som kansler og vendte efter tiden som kansler tilbage til rederiet som generaldirektør.
Virksomheden udviklede sig hurtigt til at være et af Tysklands, og til tider verdens, største rederier. Rederiet sejlede med sine hurtige dampere emigranter fra Europa til USA, i begyndelse tyske emigranter, men senere særligt emigranter fra Østeuropa. Hamburg-Amerika Linie sejlede til flere havne i Nordamerika, men oprettede en større terminal i Hoboken ved Hudson River nær New York.
Hvad der normalt anses som verdens først krydstogt blev gennemført på et af rederiets skibe, Augusta Victoria, i 1891. Rederiets damper SS Deutschland tog flere gange (1900, 1901 og 1903) det Blå bånd, der blev givet til det hurtigste skib over Atlanten. Det Blå bånd blev i 1900 taget fra ærkerivalen Norddeutscher Lloyds skib Kaiser Wilhelm der Grosse.
Rederiet stiftede i december 1917 luftfartsselskabet Deutsche Luft-Reederei sammen med den tyske industrikoncern AEG, Luftschiffbau Zeppelin og Deutsche Bank. Deutsche Luft-Reederei blev senere fusioneret med Norddeutscher Lloyds Lloyd Luftdienst og i 1926 med Junkers Luftverkehr AG, hvorved Deutschen Lufthansa AG blev dannet.
Rederiet blev hårdt ramt af begge verdenskrige, da rederiet hver gang mistede størstedelen af sin flåde.
Den 1. september 1970, efter 123 års virksomhed, fusionerede selskabet med konkurrenten Norddeutscher Lloyd fra Bremen, hvorefter aktiviteterne blev videreført under navnet Hapag-Lloyd AG.

## Eksterne links
- Wikimedia Commons har flere filer relateret til Hamburg-Amerika Linie
- Rederiets historie og oversigt over flåden, The Ship List
- Rederiets skibe, schiffe-maxim.de
- Rederiets historie på hapag-lloyd.com

| Tyskland | Spire Denne artikel om et firma eller en virksomhed i Tyskland er en spire som bør udbygges. Du er velkommen til at hjælpe Wikipedia ved at udvide den. |